# ASHRAE
De American Society of Heating, Refrigerating and Air Conditioning Engineers (ASHRAE; uitgesproken als  'ash'-'ray') is een  internationale technische organisatie voor personen en organisaties die geïnteresseerd zijn in verwarming, ventilatie, airconditioning, en koeling, kortweg HVAC. De organisatie heeft tot doel om kennis en ervaring te delen op het gebied van HVAC, waar installateurs en eindgebruikers uit deze branche baat bij hebben. ASHRAE levert vele mogelijkheden om kennis te ontwikkelen en te delen door onder andere onderzoek en technische commissies. Deze commissie ontmoeten elkaar twee keer per jaar tijdens de zogeheten jaarlijkse bijeenkomst in juni en de winter bijeenkomst in januari. Deze laatste ontmoeting valt samen met jaarlijkse HVAC beurs, de AHR Expo

## Publicaties
Het ASHRAE handboek is een vierdelig boekwerk met informatie over technologieën op het gebied  HVAC en is beschikbaar in een gedrukt of elektronisch vorm. De vier boeken zijn, de Grondbeginselen (Fundamentals), HVAC toepassingen (HVAC applications),  HVAC systemen en apparatuur (HVAC Systems & Equipment) en Koeling (Refrigeration). Elk jaar wordt een van de delen herzien.
ASHRAE verzorgt ook de publicatie van bekende standaarden en richtlijnen gerelateerd aan HVAC systemen. 
Voorbeeld van ASHREA standaarden zijn:
- Standard 34 – Designation and Safety Classification of Refrigerants
- Standard 55 – Thermal Environmental Conditions for Human Occupancy
- Standard 62.1 – Indoor Air Quality (versions: 2001 and earlier as "62", 2004 and beyond as "62.1")
- Standard 62.2 - Ventilation and Acceptable Indoor Air Quality in Low-Rise Residential Buildings
- Standard 90.1 - Energy Standard for Buildings Except Low-Rise Residential Buildings - The IESNA is a joint sponsor of this standard.
- Standard 135 – BACnet - A Data Communication Protocol for Building Automation and Control Networks

Deze en andere ASHRAE standaarden worden periodiek herzien en opnieuw gepubliceerd, daarom wordt vaak het jaartal vermeld bij de standaard, om het volledige nummer te krijgen waaronder de standaard terug te vinden is, bijvoorbeeld 135-1995 of 135-2001 of 135-2004.
De ASHRAE Journal is een maandblad dat wordt uitgegeven door ASHRAE. Hierin staan o.a. artikelen in over praktische toepassingen van HVAC technologieën, informatie over aankomende bijeenkomsten, beursen, forums en publicaties. Leden van ASHRAE ontvangen dit maandblad gratis.

## Geschiedenis
ASHRAE is opgericht in 1894 tijdens een bijeenkomst van gelijksoortige techneuten in de stad New York. Tot 1954 stond deze organisatie bekend als de ‘American Society of Heating and Ventilating Engineers’ (ASHVE) in dat jaar veranderde de naam in de American Society of Heating and Air-Conditioning Engineers (ASHAE). De huidige naam van de organisatie is ontstaan na het samen gaan in 1959 van ASHAE en de ‘American Society of Refrigerating Engineers’ (ASRE) met als resultaat, ASHRAE. Ondanks dat in de naam ‘Amerikaans’ staat, is het een internationale organisatie met meer dan 55.000 leden wereldwijd, toegewijd om de kennis en kunde op het gebied van HVAC verder te verbeteren. Het ASHRAE hoofdkantoor staat in Atlanta, Georgia, USA.